# Grenade-sur-l'Adour
Grenade-sur-l'Adour é uma comuna francesa na região administrativa da Nova Aquitânia, no departamento Landes. Estende-se por uma área de 19,7 km². Em 2010 a comuna tinha 2 538 habitantes (densidade: 128,8 hab./km²).